# شابیزک نوشهری
شابیزک نوشهری، شابیزک کم‌رنگ (نام علمی: Atropa pallidiflora) نام یک گونه از سرده شابیزک است.